# For Amusement Only (The Sound Of Pinball Machines)
For Amusement Only (The Sound Of Pinball Machines) es el primer álbum del compositor, cantante contratenor, pianista, guitarrista y musicólogo belga Wim Mertens. Lo publicó bajo el nombre de Soft Verdict.
Creado junto a Gust De Meyer se lanzó en un primer momento en 1982 solo en formato casete. 
La segunda publicación fue en 1988 en formato CD. Un reedición en formato CD fue publicada el 14 de julio de 2003.
El género del álbum es electrónico con sonidos minimalistas y experimentales. Es una partitura electrónica que se basa en el uso de microprocesadores y el sistema aleatorio que ofrecen las máquinas de pinballs.

## Lista de temas
Todas las canciones escritas y compuestas por Wim Mertens y  Gust De Meyer. 
| For Amusement Only (The Sound Of Pinball Machines) |               |          |  |
| N.º                                                | Título        | Duración |  |
| 1.                                                 | «Insert Coin» | 0:41     |  |
| 2.                                                 | «Deluxe»      | 1:41     |  |
| 3.                                                 | «8 Ball»      | 1:42     |  |
| 4.                                                 | «Mystik»      | 11:18    |  |
| 5.                                                 | «Fireball»    | 5:37     |  |
| 6.                                                 | «Invader»     | 3:18     |  |
| 7.                                                 | «Dog-In»      | 4:53     |  |
| 8.                                                 | «Gorf»        | 0:42     |  |
| 30:56                                              |               |          |  |

## Personal
- Compuesto por Wim Mertens y Gust De Meyer.
- Arreglado y producido por Wim Mertens.
- Mezclado por Marc François.

- Datos: Q2917803